# (643) Scheherezade
(643) Scheherezade is een planetoïde in de planetoïdengordel, die op 8 september 1907 door de Duitse astronoom August Kopff in Heidelberg ontdekt werd. Zij is vernoemd naar de Arabische sprookjesvertelster Scheherazade uit Duizend-en-één-nacht.